# Mroczak posrebrzany
Mroczak posrebrzany, mroczek posrebrzany (Vespertilio murinus) – gatunek ssaka z podrodziny mroczków (Vespertilioninae) w obrębie rodziny mroczkowatych (Vespertilionidae).

## Nazwa zwyczajowa
We wcześniejszej polskiej literaturze zoologicznej dla określenia gatunku używana była nazwa zwyczajowa mroczek posrebrzany. W wydanej w 2015 roku przez Muzeum i Instytut Zoologii Polskiej Akademii Nauk publikacji „Polskie nazewnictwo ssaków świata” gatunkowi nadano oznaczenie mroczak posrebrzany, rezerwując nazwę mroczek dla rodzaju Eptesicus.

## Taksonomia
Gatunek po raz pierwszy zgodnie z zasadami nazewnictwa binominalnego opisał w 1758 roku szwedzki przyrodnik Karol Linneusz, nadając mu nazwę Vespertilio murinus. Holotyp pochodził z prawdopodobnie z pobliża Uppsali, w środkowej Szwecji. Podgatunek ussuriensis po raz pierwszy zgodnie z zasadami nazewnictwa binominalnego opisał w 1969 roku szwedzki chiropterolog Lars Wallin, nadając mu nazwę Vespertilio murinus ussuriensis. Okaz typowy pochodził z obszaru jeziora Chanka, nad rzeką Odarka, w Kraju Nadmorskim, we wschodniej Syberii, w Rosji.
Autorzy Illustrated Checklist of the Mammals of the World rozpoznają dwa podgatunki.

### Etymologia
- Vespertilio: łac. vespertilio „nietoperz”, prawdopodobnie od vespertinus „wieczorny, zmierzchowy”, od vesper, vesperis „wieczór”[15].
- murinus: nowołac. murinus „mysio-szary, myszaty”, od murinus „z myszy, myszowaty”, od mus, muris „mysz”[16].
- ussuriensis: Ussuria lub Kraj Ussuryjski (= Kraj Nadmorski), wschodnia Syberia[17].

## Zasięg występowania
Mroczak posrebrzany występuje w Eurazji zamieszkując w zależności od podgatunku:
- V. murinus murinus – znaczna część Europy i zachodniej Azji do Mongolii i północno-zachodniej Chińskiej Republice Ludowej (Sinciang i Gansu); także jeden zapis w południowo-wschodniej Arabii.
- V. murinus ussuriensis – wschodnia Syberia, Rosyjski Daleki Wschód, północno-wschodnia Chińska Republika Ludowa (Heilongjiang), północno-wschodnia Korea Północna i Japonia (wyspy Hokkaido, Rebun, północna część Honsiu i Hegura).

## Morfologia
Długość ciała (bez ogona) 48–64 mm, długość ogona 37–44,5 mm, długość ucha 14–15,6 mm, długość tylnej stopy 8,4–10 mm, długość przedramienia 40,8–50,3 mm; rozpiętość skrzydeł 250–310 mm; masa ciała 10–24 g. Nietoperz średniej wielkości o charakterystycznych dość wąskich skrzydłach. Futerko na grzbiecie dwubarwne: nasada od ciemnoszarej do szarobrunatnej, ze srebrzyście przyprószonymi końcówkami sierści (stąd jego nazwa). Futro na brzuchu najczęściej koloru jasnoszarego lub popielatego, chociaż zdarzają się osobniki o brązowym futrze na brzuchu. Kolory futerka są ostro rozgraniczone na bokach ciała, szczególnie w okolicy szyi. Pyszczek, błony lotne oraz uszy bardzo ciemne. Skrzydła wąskie. Uszy małe, bardzo długie, nie stykające się ze sobą. Koziołek krótki, gruby, równomiernie zaokrąglony, sięgający połowy długości ucha. Błona skrzydłowa przyczepiona do nasady palców stopy. Ostroga sięga do połowy odległości między piętą a ogonem. Poza nią wystaje płatek wzmocniony poprzeczną chrząstką. Jest to jedyny krajowy nietoperz posiadający dwie pary sutków. Mroczaka posrebrzanego łatwo poznać po charakterystycznym głosie wydawanym podczas lotu, przypominającym cykanie świerszcza. Wzór zębowy: I {\displaystyle {\tfrac {2}{3}}} C {\displaystyle {\tfrac {1}{1}}} P {\displaystyle {\tfrac {1}{2}}} M {\displaystyle {\tfrac {3}{3}}} = 32. Kariotyp wynosi 2n = 38 i FN = 50.

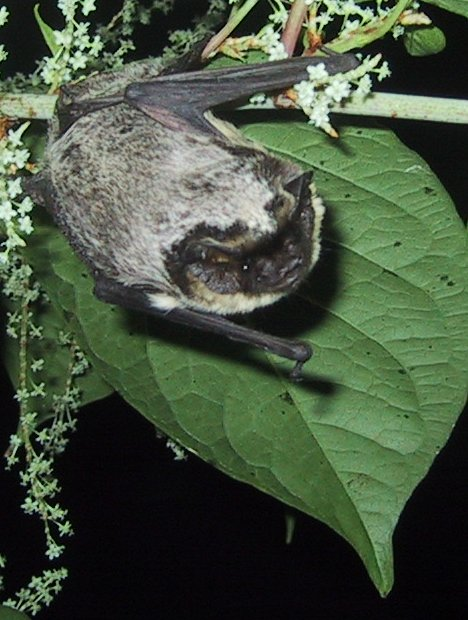
Samiec

## Ekologia

### Siedlisko
Spotykany zarówno w krajobrazie rolniczym, miastach, lasach, jak również w wysokich górach. Latem zamieszkuje głównie w budynkach (kryjąc się w szczelinach ścian i dachów), niekiedy w dziuplach drzew, skrzynkach dla nietoperzy czy szczelinach skalnych. Zimuje najczęściej w szczelinach budynków. Obserwacje tego gatunku w jaskiniach są sporadyczne.

### Tryb życia
Należy do gatunków migrujących, wykonujących regularne przeloty między miejscami rozrodu i zimowania. Prowadzi nocny tryb życia. Polska populacja zimę spędza przeważnie w zachodniej i południowej Europie, choć coraz częściej zimuje również w polskich miastach, np. Warszawie, dokąd przylatują także mroczaki posrebrzane z terenów obwodu królewieckiego (znaleziono samicę z rosyjską obrączką). Najdalsze przeloty tego nietoperza sięgają ponad 1000 km. Jest gatunkiem zimnolubnym, stąd zwykle przebywa w miejscach słabo izolowanych. Odznacza się sporą odpornością na zimno – niekiedy lata przy temperaturze powietrza poniżej zera stopni Celsjusza. Na sen zimowy przenosi się do miejsc, gdzie temperatura w zimie utrzymuje się kilka stopni Celsjusza powyżej zera. Latem samice tworzą tzw. kolonie rozrodcze. Również samce mroczaka posrebrzanego regularnie tworzą kolonie.

### Pożywienie
Żywi się głównie drobnymi muchówkami, chruścikami i innymi owadami latającymi nocą. Preferuje owady odbywające rójkę nad wodą, które chwyta wyłącznie w locie. Poluje nocą, na żerowiska wylatuje późnym wieczorem. Lata wysoko przeważnie powyżej 20 m nad ziemią i bardzo szybko. Podczas polowania posługuje się echolokacją. Ultradźwięki o częstotliwości 24–26 kHz wytwarzane są przez krtań i emitowane przez pyszczek. Dzięki możliwości zwalniania tempa przemiany materii w obniżonej temperaturze przez dłuższy czas może przetrzymywać niekorzystne do żerowania warunki.

### Rozród
Gody mroczaka posrebrzanego obserwuje się jesienią, kiedy samce zajmują stałe terytoria i stanowiska godowe, często na wysokich budynkach w centrach dużych miast. Terytoria te są regularnie patrolowane i oznakowywane za pomocą emitowanych głosów (słyszalnych dla człowieka), pełniących funkcję analogiczną do śpiewu ptaków. Kopulacja i zaplemnienie następuje więc przed zapadnięciem w stan hibernacji. Sperma pozostaje w drogach rodnych samicy do wiosny i dopiero wtedy występuje owulacja i zapłodnienie. Poród i rozwój młodych jest ściśle związany z okresem największej dostępności pożywienia. Samica rodzi na początku lata aż dwoje młodych, co jest rzadko spotykanym zjawiskiem wśród nietoperzy strefy umiarkowanej. Młode po urodzeniu są małe, bezradne i nieowłosione. Oczy mają zamknięte, posiadają silne pazury i haczykowate zęby mleczne, którymi czepiają się matki. Potomstwo rośnie szybko i osiąga dojrzałość seksualną pod koniec pierwszego lub na początku drugiego roku życia. Młode nietoperze zdolność do samodzielnego lotu osiągają już po upływie 6 tygodni.

## Ochrona
W Polsce jest objęty ścisłą ochroną gatunkową oraz wymagający ochrony czynnej, dodatkowo obowiązuje zakaz fotografowania, filmowania lub obserwacji, mogących powodować płoszenie lub niepokojenie.